# Two-Fisted Stranger
Two-Fisted Stranger è un film del 1946 diretto da Ray Nazarro.
È un western statunitense con Charles Starrett, Doris Houck, Zeke Clements e Smiley Burnette. Fa parte della serie di film western della Columbia incentrati sul personaggio di Durango Kid.

## Produzione
Il film, diretto da Ray Nazarro su una sceneggiatura di Robert Lee Johnson e un soggetto di Peter Whitehead e dello stesso Johnson, fu prodotto da Colbert Clark per la Columbia Pictures e girato nel ranch di Corriganville a Simi Valley, California, dal 30 luglio all'8 agosto 1945.

## Distribuzione
Il film fu distribuito negli Stati Uniti dal 30 maggio 1946 al cinema dalla Columbia Pictures.
Altre distribuzioni:
- in Brasile (Valentia de Forasteiro)
- nel Regno Unito (High Stakes)

## Promozione
Le tagline sono:
- The Durango Kid Rules the Range with Smashing Fists and Blazing Guns!
- ZIPPY, PEPPY ACTION!
- The Durango Kid Comes Thru!
- THRILLING! THUNDERING! PULSE-POUNDING ACTION!
- SMILEY AND DURANGO HIT A NEW THRILL-FUN HIGH!
- THE DURANGO KID ROARS INTO ACTION...WITH HIS SIDE-SPLITTING BUDDY RIDING ALONG FOR THE LAUGHS! ''
- HEAR SONGS OF THE RANGE!